# João Lourenço (calciatore)
João Matos Moura Lourenço (Alcobaça, 8 aprile 1942) è un ex calciatore portoghese, di ruolo attaccante.

## Carriera
Con la Nazionale portoghese ha preso parte ai Mondiali del 1966.